# Солнце для Европы
Солнце для Европы (макед. СОНЦЕ. Коалиција за Европа) — оппозиционная коалиция социал-демократических движений Македонии, сформированная на основе Социал-демократического союза Македонии (СДСМ) во главе с Радмилой Шекеринской.
В коалицию, сформированную в 2008 году, вошли следующие партии и их лидеры:
- Социал-Демократический Союз Македонии — Радмила Шекеринская
- Либерально-демократическая партия — Йован Манасиевский
- Новая социал-демократическая партия — Тито Петковский
- Либеральная партия Македонии — Стоян Андов
- Новая альтернатива — Георги Оровчанец
- Зелёная партия
- Партия пенсионеров Источник (макед.)
- Демократическая партия влахов Македонии

На внеочередных парламентских выборах 2008 г. коалиция «Солнце для Европы» получила 23,31 % голосов и 27 депутатских мест, существенно уступив правящей партии ВМРО-ДПМНЕ.